# Алюодит
Алюодит (англ. Alluaudite)— минерал, фосфат натрия и железа.

## Описание
Фосфат натрия, железа и марганца: Na2(Fe3+, Mn2+)3[PO4]3.
Сингония моноклинная. Встречается в сплошных массах, зернистых, радиально-волокнистых, шаровидных агрегатах. Спайность совершенная.
Цвет жёлтый, буроватый или зелёный. Плотность 3,576. Твёрдость 5—5,5.
Образуется при оксидации варулита или натрофилита. Обнаружен в месторождении Варутреск, Швеция. Редкий.

## Разновидности
Различают:
- Алюодит железный (разновидность алюодита, содержащая более 20 % Fe2О3;
- Алюодит марганцовистый (разновидность алюодита, которая содержит больше марганца, чем железа).